# Лез-Андели
Лез-Андели (фр. Les Andelys [lezɑ̃dli], Большой и Малый Андели) — коммуна на севере Франции, регион Нормандия, департамент Эр, центр одноименного округа и кантона.
Население (2018) — 8 092 человека.

## География
Лез-Андели расположен на реке Сена, в 85 километрах северо-западнее Парижа и в 35 километрах юго-восточнее Руана, в 20 км от автомагистрали А13 «Нормандия». Состоит из двух частей — Большого и Малого Андели. Городская мэрия находится в Большом Андели. Малый Андели расположен на берегу Сены, в месте впадения в неё двух маленьких речушек — Гран-Ран и Гамбон. Обе речки петляют по небольшой долине между холмов в направлении с севера на юг. В этой долине лежит Большой Андели, разросшийся в разные стороны от проходящего здесь центрального бульвара.

## История
Первые свидетельства проживания людей в этом месте относятся в периоду палеолита; затем здесь жили галло-римляне и норманны. Позднее эти земли принадлежали архиепископам Реймса, а в 1197 году были переданы герцогу Нормандскому и королю Англии Ричарду Львиное Сердце. В 1198 году по его приказу в этом месте, на высоком берегу Сены, был построен знаменитый замок Шато-Гайар, сильно пострадавший во время Столетней войны.

## Достопримечательности
- Руины замка Шато-Гайар
- Кафедральный собор Нотр-Дам, относящийся к замечательным произведениям готической архитектуры, наряду с соборами Реймса и Шартра.
- Церковь Святого Спасителя XIII века
- Остатки крепостной стены Большого Андели
- Дом-музей художника Никола Пуссена
- Мемориал эскадрильи Нормандия-Неман

## Экономика
Структура занятости населения:
- сельское хозяйство — 1,6 %
- промышленность — 22,4 %
- строительство — 3,2 %
- торговля, транспорт и сфера услуг — 31,0 %
- государственные и муниципальные службы — 41,8 %

Уровень безработицы (2017) — 18,1 % (Франция в целом — 13,4 %, департамент Эр — 13,4 %). 

Среднегодовой доход на 1 человека, евро (2018) — 19 480 (Франция в целом — 21 730, департамент Эр — 21 700).

## Демография
Динамика численности населения, чел.

## Администрация
Пост мэра Лез-Андели с 2014 года занимает член партии Республиканцы Фредерик Дюше (Frédéric Duché), член Совета департамента Эр от кантона Лез-Андели. На муниципальных выборах 2020 года возглавляемый им правый список победил в 1-м туре, получив 57,37 % голосов.
| Период | Период | Фамилия         | Партия                                                       | Примечания                                                                                               |
| ------ | ------ | --------------- | ------------------------------------------------------------ | --- |
| 1965   | 1983   | Рене Томазини   | Объединение в поддержку Республики                           | бывший супрефект, член Генерального совета департамента, депутат Национального собрания Франции, сенатор |
| 1983   | 1986   | Ив Лемерсье     | Союз за народное движение                                    | член Генерального совета департамента                                                                    |
| 1986   | 1989   | Ив Бати         | Разные правые                                                | работник компании France Télécom                                                                         |
| 1989   | 1994   | Фредди Дешё-Бом | Социалистическая партия                                      | инспектор национального образования, депутат Национального собрания Франции                              |
| 1994   | 1995   | Мишель Вотрен   | Социалистическая партия                                      | |
| 1995   | 2008   | Франк Жилар     | Объединение в поддержку Республики Союз за народное движение | консультант, член Генерального совета департамента, депутат Национального собрания Франции               |
| 2008   | 2014   | Лор Даль        | Социалистическая партия                                      | работник аппарата министерства, вице-президент Генерального совета департамента                          |
| 2014   |        | Фредерик Дюше   | Союз за народное движение Республиканцы                      | вице-президент Генерального совета департамента                                                          |

## Знаменитые уроженцы
- Никола Пуссен (1594—1665), знаменитый художник, имя которого носит местный музей.
- Жан-Пьер Бланшар (1753—1809), французский изобретатель, один из пионеров авиации и воздухоплавания
- Шарль Шаплен (1825—1891), живописец и гравёр
- Виктор Мильяр (1844—1921), адвокат и политический деятель
- Анри Торрес (1891—1966), адвокат, политик и писатель
- Марсель Лефевр (1918—1944), герой Советского Союза, командир 3-й эскадрильи («Шербур») авиационного полка Национального комитета «Сражающаяся Франция» — «Нормандия»

## Города-партнёры
- Харзевинкель

## Галерея

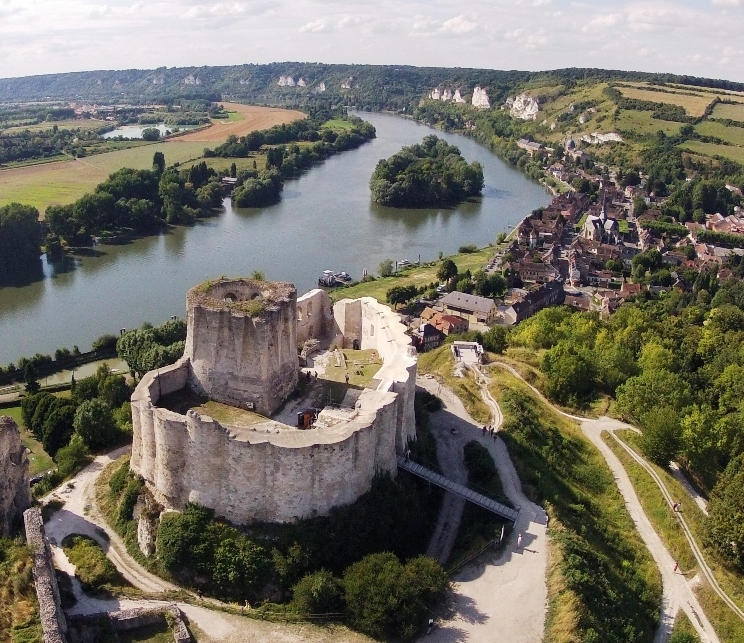
Руины замка Шато-Гайар
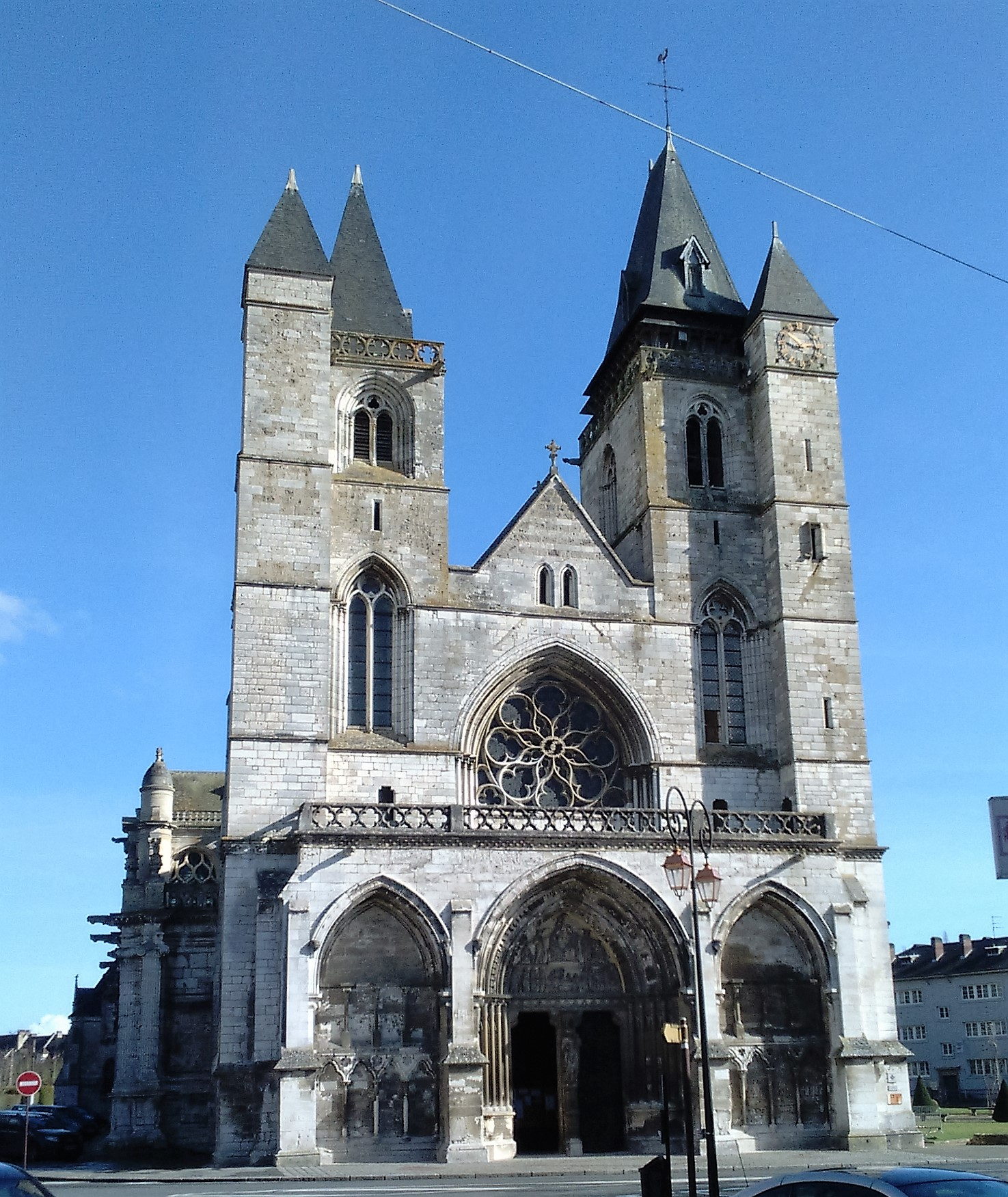
Кафедральный собор Нотр-Дам
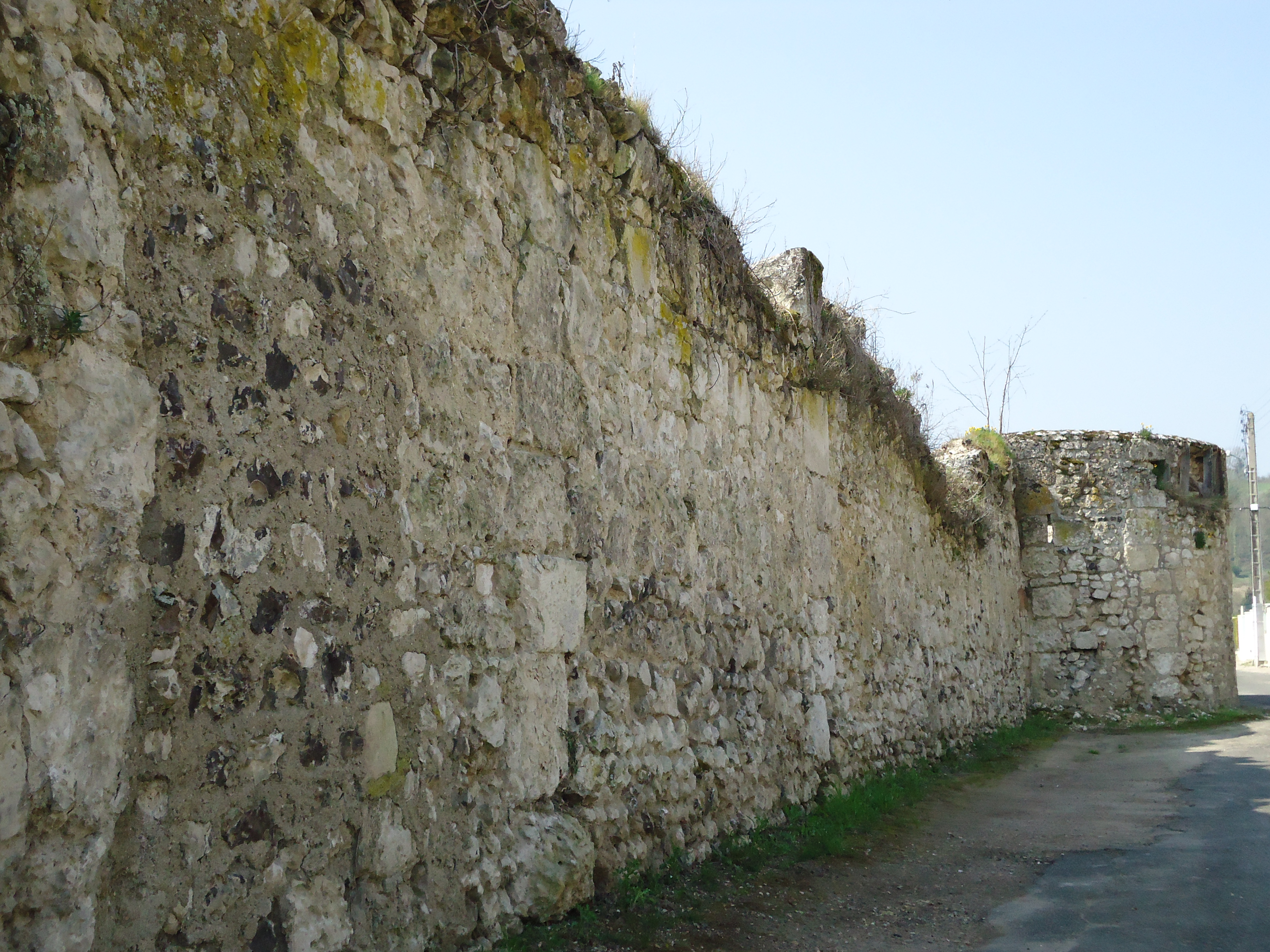
Остатки крепостной стены
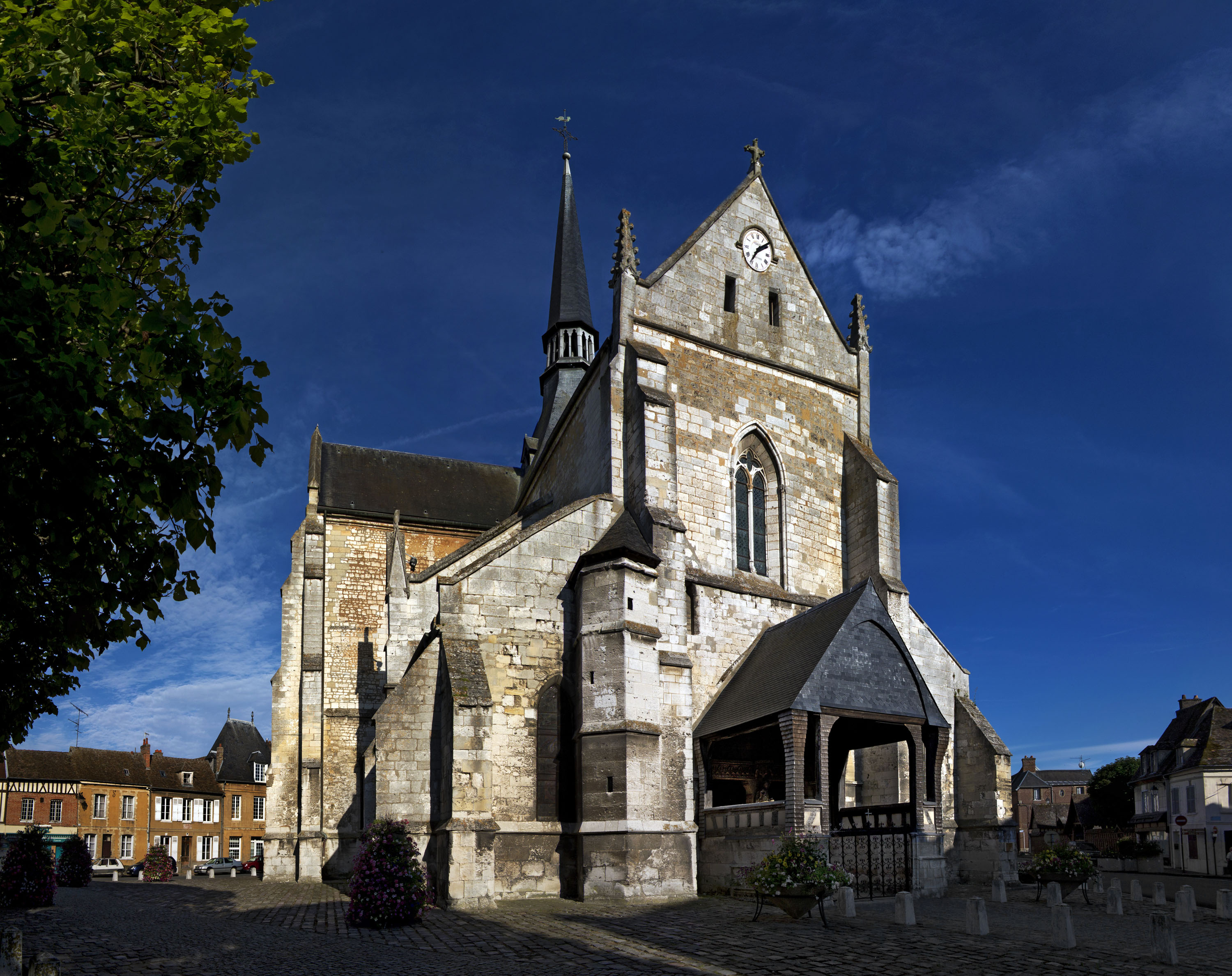
Церковь Святого Спасителя